# Taraxacum altaicum
Taraxacum altaicum là một loài thực vật có hoa trong họ Cúc. Loài này được Schischk. miêu tả khoa học đầu tiên năm 1949.